# Пузанов Лев Іларіонович
Лев Іларіонович Пузанов (*15 лютого 1908, Катеринослав — † 26 вересня 1965, Зарудня, Єнакієвський район) — радянський офіцер, Герой Радянського Союзу (1940), під час Радянсько-фінської війни командир батальйону 169-го стрілецького полку 86-ї мотострілецької дивізії 7-ї армії Північно-Західного фронту. У роки німецько-радянської війни був командиром полку.

## Біографічні відомості
Походить з родини робочого, закінчив 6 класів. З 1931 року служить в армії, 1935 закінчує Військову школу ім. ВЦИК у Москві.
Учасник радянсько-фінської війни 1939—1940 років. Старший лейтенант, командир батальйону 169-го стрілецького полку 86-ї стрілецької дивізії 7-ї армії. 2 березня 1940 року його підрозділ наступає на острів Туппурансаарі, захоплюють укріплення та вогневі точки. 4 березня поранений, продовжує керувати батальйоном, піднімає підрозділ в атаку. 21 березня «за зразкове виконання в боях з фінською білогвардійщиною» нагороджений званням Героя Радянського Союзу із врученням Червоної Зірки за числом 322.
В часі Другої світової війни керував полком, воював на Ленінградському фронті, в Сталінградській битві, на Міус-фронті.
Під час Кримської наступальної операції — підполковник, керує армійським рухомим загоном 2-ї армійської групи 4-го Українського фронту, брав участь у визволенні від нацистських окупантів 13 квітня 1944 року Євпаторії. Війну закінчив командиром стрілецької дивізії в Лібаві.
Продовжує службу в армії, 1954 року закінчив Вищі академічні курси при Військовій академії ім. Фрунзе.
З 1957 року на пенсії, жив у селі Зарудня Єнакієвського району — зараз частина Єнакієвого.

## Пам'ять
Його іменем названий тодішній провулок в Зарудні.